# De Wijkpatrouille
De Wijkpatrouille is een Nederlands televisieprogramma dat wordt uitgezonden door de regionale omroep Oost en dat ook te bekijken is via streamingsdienst NLZIET.
In de serie worden de wijkagenten van de politie in Oost-Nederland gevolgd tijdens hun dagelijkse werkzaamheden. In het eerste seizoen zijn agenten van de politiebureaus in Hengelo, Oldenzaal en Almelo te zien.
Dit eerste seizoen werd uitgezonden in het najaar van 2023 en werd via videoplatform YouTube meer dan een miljoen keer bekeken.
Een tweede seizoen is inmiddels aangekondigd en is vanaf 2 november 2024 te zien bij omroep Oost. In het tweede seizoen zijn ook agenten uit IJsselland actief. Zo doen wijkagenten uit Deventer, Dalfsen en Heino mee. Ook Enschede, Hengelo en Wierden zijn vanuit district Twente vertegenwoordigd. 